# 可变数目串联重复
可变数目串联重复（或VNTR）是基因组中的位置，其中短核苷酸序列被组织为串联重复。这些可以在许多染色体上找到，并且经常显示个体之间的长度变化（重复的数量）。 每个变体充当遗传等位基因，允许它们用于个人或父母身份识别。 他们的分析在遗传学和生物学研究，法医学和DNA指纹分析中很有用。